# Xylotoles laetus
Xylotoles laetus är en skalbaggsart som beskrevs av White 1846. Xylotoles laetus ingår i släktet Xylotoles och familjen långhorningar. Inga underarter finns listade i Catalogue of Life.